# Living Legends
Living Legends é um grupo de hip hop norte-americano fundado em 1996 em 1993 em Minneapolis, nos Estados Unidos. Uma de suas canções, "Night Prowler" (com a participação de Slug), figurou na trilha sonora de Tony Hawk's Underground 2.

## Discografia

### Singles
- "She Wants Me" (2008)
- "Down For Nothing" (2005)
- "Blast Your Radio" (2004)
- "Awakening" (2004)
- "Damn It Feels Good" (2004)
- "Gotta Question For Ya" (2001)
- "Never Fallin'" (2001)

### Álbuns
- UHB IV: Stop & Retaliate (1999)
- The Underworld (2000)
- Angelz Wit Dirty Faces (2000)
- Almost Famous (2001)
- Crappy Old Shit (2003)
- Creative Differences (2004) 28ª colocação na Top Independent Albums.[1]
- Classic (2005) 26ª e 38ª colocações na Top Heatseekers e Top Independent Albums, respectivamente.[1]
- Legendary Music: Volume 1 (2006)
- Almost Famous: Re-Release (2007)
- The Gathering (8 de abril de 2008) 16ª e 46ª colocações na Top Heatseekers e Top Independent Albums, respectivamente.[1]
- Legendary Music: Volume II (dezembro de 2008)